# Pohlednice

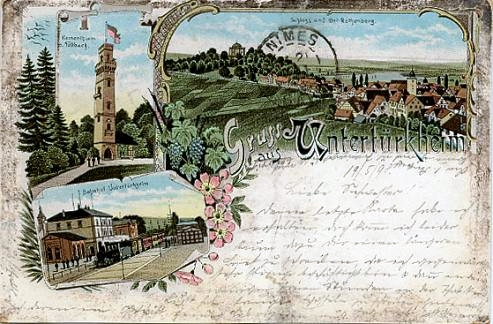
Kolorovaná pohlednice z roku 1898

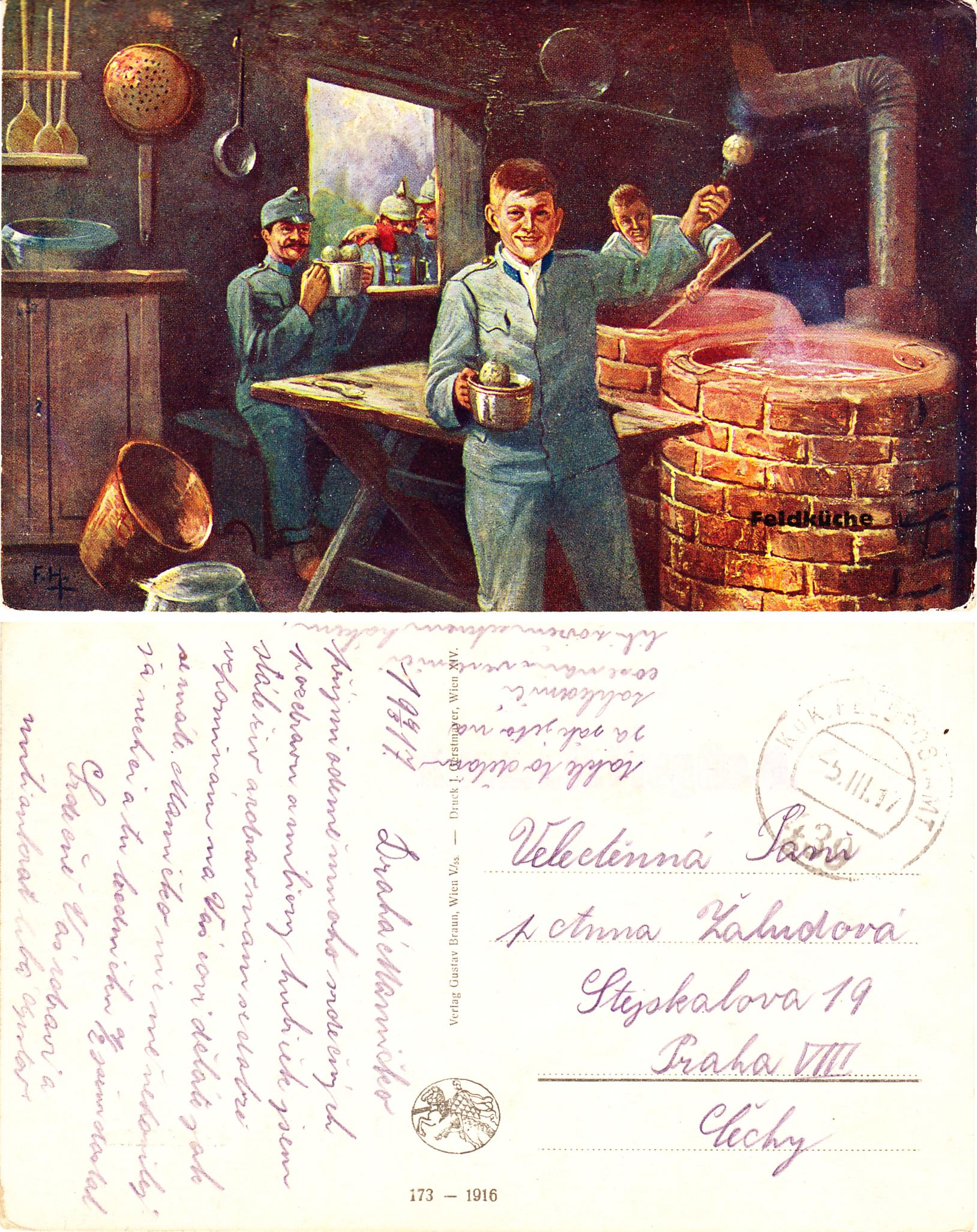
Rakouská pohlednice z roku 1917 adresovaná do Prahy

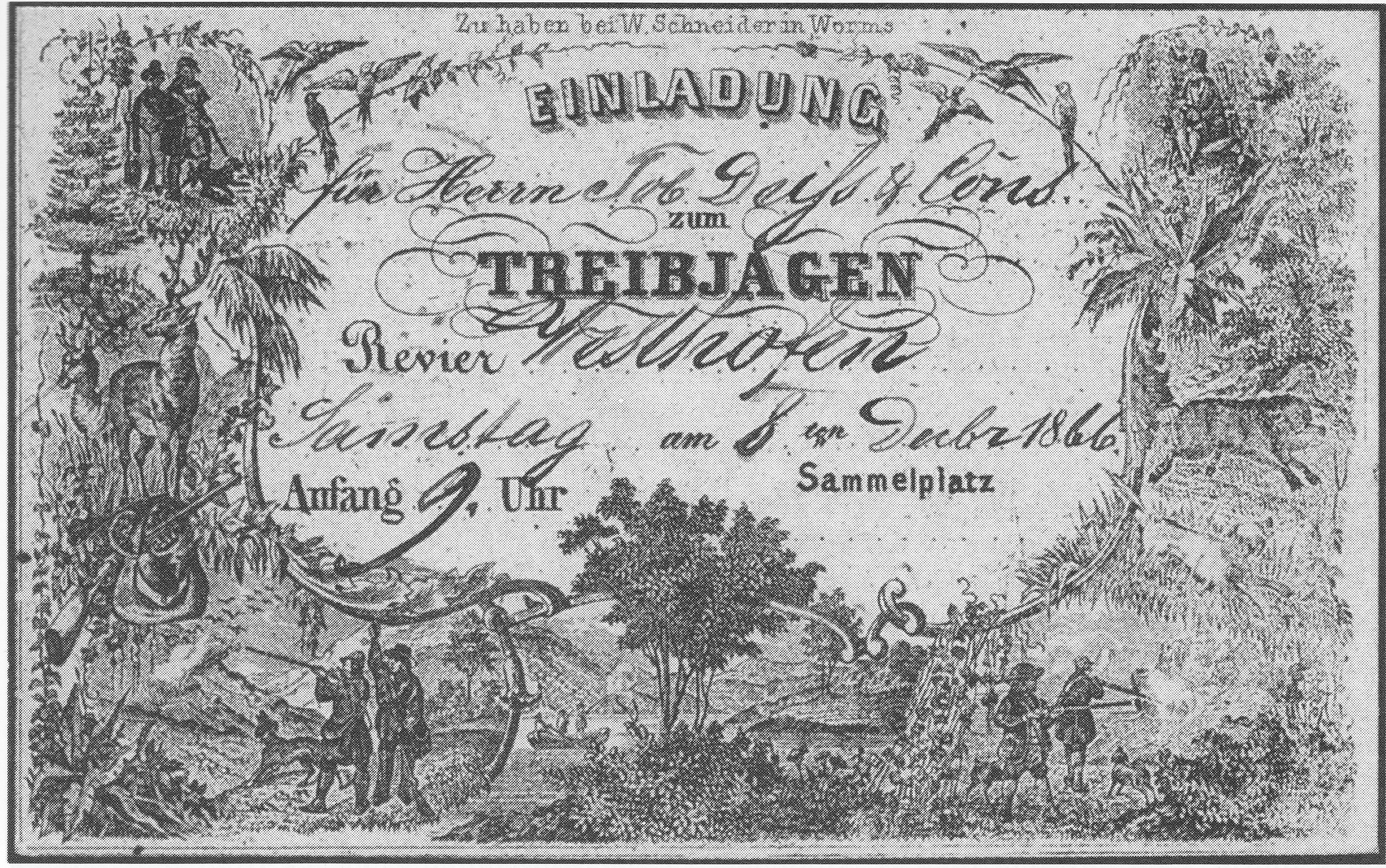
Nejstarší známá německá pohlednice od litografa Wilhelma Schneidera, Worms s razítkem 5. prosince 1866, poslaná z Westhofenu do Offsteinu, s jednokorunovou (Freimarke) známkou (Thurn-und-Taxis-Post), vytištěno na světlezeleném kartonu

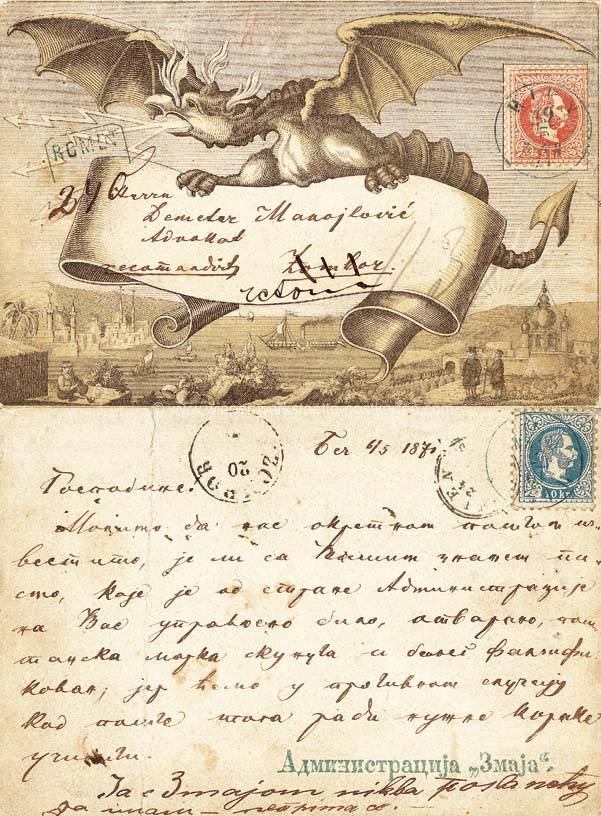
Nejstarší Rakousko-uherská pohlednice z 19. května 1871

Pohlednice (v běžné řeči pohled) je forma poštovní korespondence, která má z jedné strany vyobrazený propagační materiál a z druhé místo pro psaný vzkaz. Většinou je vyrobená z tenkého tvrdého listu papíru obdélníkového tvaru, ale vyskytují se i ve tvaru kruhu, trojúhelníku, či náročnějších podob.
Většinou se využívají jako zaslání formy pozdravu s doprovodným obrázkovým nebo fotografickým materiálem, který má za úkol ilustrovat místo nebo přání. Ze zadní strany odesílatel vyplňuje zpravidla adresu příjemce na předtištěné řádky, do vyznačeného obdélníku se nalepuje poštovní známka a v levé části bývá přibližně polovička možné plochy pohledu vyhraněna pro písemný vzkaz.
Na Internetu jako alternativa této dnes již zastarávající formy komunikace vznikly elektronické pohlednice, které fungují na principu zaslání obrázku s případným doprovodným textem na e-mailovou adresu nebo na mobilní telefon v podobě MMS.

## Historie
Je obtížné zjistit, kdo vytiskl první pohlednici. Tato otázka patří k mnoha z nejpopulárnějším a nejkontroverznějším z oblasti výzkumu oboru filokartie. Hodně záleží a závisí na výkladu toho, co již "pohlednice" je a co není. Za prvního vydavatele se považuje rytec Desmainsons z Francie, který měl vyrobit první pohlednici v roce 1777. Tak to bylo uvedeno v „L' Almanach de la Petite Poste de Paris“.
První známky byly vydány v Anglii v roce 1840, a v témže roce je odesilatel nalepil na ručně malovanou pohlednici, kterou poslal poštou.
První reklamní pohlednice se objevila v roce 1872 ve Velké Británii a první německá pohlednice se objevila v roce 1874. Obrázkových pohlednic přibylo během 80. let 19. století. Fotografie nově postavené Eiffelovy věže v roce 1889 a 1890 daly podnět k mohutnému vydávání pohlednic, což vedlo k tzv. "zlatého věku" pohlednic v letech od poloviny 90. let. Brzy se na fotografických pohlednicích začaly objevovat ženské akty. Tyto byly obyčejně známé jako francouzské pohlednice, vzhledem k velkému počtu vyrobených právě ve Francii.